# Доналд Дък
Доналд Фаунтлерой Макдък Дък накратко Доналд Дък (на английски: Donald Duck, в превод: Патока Доналд) е анимационен и комиксов герой. Създаден е през 1934 г. от американския аниматор Уолт Дисни – създателят на мегакорпорацията „Дисни“. Доналд е антропоморфно бяло пате с жълто оранжева човка. Обикновено носи моряшки костюм с шапка и черна или червена папийонка. Доналд е най-известен с полу-разбираемата си реч и неговата пакостлива и сприхава личност.
Дък се грижи за тримата си племенника: Хюи, Дюи и Луи. Те са деца на сестра му Телма. Доналд си има и приятелка – Дейзи Дък. Има си и три братовчеда – вечният късметлия Гладстоун Дженджър, на когото му върви във всичко, с което се захване, Гъсока Гус от провинцията, и Фетри. Доналд също има и чичо – Чичо Скрудж (Ебънизърд Скрудж Макдък Дък), който е Най-богатият паток в света и най-големият скъперник, друг негов чичо Лудвиг(на английски: Ludwig Von Drake, в превод: Лудвиг Фон Дрейк). Доналд повечето пъти работи във фабриката за маргарин или чисти Безценните парички на Скрудж. Доналд Дък участва в много комикси и в някои анимационни сериали като например: Патешки истории, Крякаща тайфа и Клуб Маус.

## Актьори
От 1934 до 1985 г. Кларънс Неш е официалният глас на Доналд Дък. От 1985 г. аниматорът Тони Анселмо го озвучава.

## В България
В официалните, продуцирани от Disney Character Voices International дублажи, Доналд Дък се озвучава от актьора Диян Русев.